# Topografska karta
Topografska karta (od grčkog topos – mjesto i graphein – pisati) jest geografska karta s velikim brojem informacija o mjesnim prilikama prikazanog područja, koje se odnose na naselja, prometnice, vode, vegetaciju, oblike reljefa Zemlje i granice teritorijalnih područja, sve dopunjeno opisom karte. To su karte na kojima su svi topografski ili općegeografski objekti (reljef, vode, vegetacija, naselja, prometnice i područja) prikazani s jednakom važnošću. Topografske karte jesu kartografski prikazi proizišli iz točne i cjelovite izmjere topografskih objekata.

## Obilježja
Obilježja topografskih karata dijelimo na: 
- matematička – mjerilo (1:25000, 1:100000, 1:250000, 1:500000), ekvidistanca, okvir karte i legenda ili tumač znakova
- prirodna – reljef, vode, vegetacija, naselja, prometnice, granice, objekti u prostoru.

Topografske karte prepoznajemo i po izohipsama, izobatama i koti.